# Stella Awards
Stella Awards (em português: Prêmio Stella) é um prêmio que celebra os processos judiciais mais bizarros do ano nos Estados Unidos.
O prêmio recebeu este nome em homenagem a Stella Liebeck, que processou com sucesso o McDonald's, após derrubar café quente no colo, e receber quase 3 milhões de dólares de indenização.